# Stygoporus oregonensis
Stygoporus oregonensis är en skalbaggsart som beskrevs av Helen K. Larson och Labonte 1994. Stygoporus oregonensis ingår i släktet Stygoporus och familjen dykare. Inga underarter finns listade i Catalogue of Life.